# Wes Newton
Wesley (Wes) Newton (Blackpool, 27 augustus 1977) is een Engelse darter die bij de WDF speelt. Hij is de oudere broer van Dale Newton, die ook professioneel darter is.
In 2004 maakte hij zijn debuut tijdens de UK Open. Een jaar later mocht hij voor het eerst meedoen aan het Wereldkampioenschap. In 2005 bereikte hij de halve finale van de Las Vegas Desert Classic, waarin hij werd verslagen door Phil Taylor. Vlak na dit toernooi brak hij zijn sleutelbeen en kon hij een tijdje geen wedstrijden spelen, maar tijdens het World Grand Prix van 2005 was hij terug. Hij haalde de tweede ronde, waarin hij verloor van Colin Lloyd.
In 2006 en 2007 nam hij weer deel aan het WK en hij werd telkens in de tweede ronde uitgeschakeld, eerst door Kevin Painter en een jaar later door Colin Osborne. In 2008 moest hij al na de eerste ronde naar huis, toen hij verloor van Jamie Caven.
Newton won in 2008 de kwalificatie voor de Grand Slam of Darts, door Colin McGarry te verslaan. Vervolgens werd hij via loting in Groep F geplaatst, samen met Terry Jenkins, Colin Lloyd en Darin Young. Na overwinningen op Lloyd en Young had hij een goede kans om de volgende ronde te bereiken, maar na een 5-0 nederlaag tegen Jenkins en een overwinning van Young op Lloyd was hij alsnog uitgeschakeld.
Newton speelde in 2011 de finale van de UK Open, maar daarin verloor hij met 11-8 van James Wade.
Bij de PDC World Darts Championship 2014 haalde Newton de kwartfinales, waarin hij verloor van diezelfde James Wade.
Vanaf maart 2018 heeft hij deelgenomen aan de British Darts Organisation en staat op dit moment nummer 29 op de BDO ranking.
Hij plaatste zich voor de BDO World Darts Championship 2019, maar verloor in de voorronde van Paul Hogan.

## Resultaten op Wereldkampioenschappen

### BDO
- 2019: Voorronde (verloren van  Paul Hogan met 1-3)

### PDC
- 2005: Laatste 48 (verloren van Gerry Convery met 0-3)
- 2006: Laatste 32 (verloren van Kevin Painter met 3-4)
- 2007: Laatste 32 (verloren van Colin Osborne met 2-4)
- 2008: Laatste 64 (verloren van Jamie Caven met 0-3)
- 2009: Laatste 32 (verloren van Raymond van Barneveld met 1-4)
- 2010: Laatste 32 (verloren van Adrian Lewis met 2-4)
- 2011: Kwartfinale (verloren van Terry Jenkins met 4-5)
- 2012: Laatste 32 (verloren van Justin Pipe met 3-4)
- 2013: Kwartfinale (verloren van James Wade met 4-5)
- 2014: Kwartfinale (verloren van  Peter Wright met 4-5)
- 2015: Laatste 64 (verloren van Cristo Reyes met 2-3)
- 2016: Laatste 32 (verloren van James Wade met 0-4)

## Resultaten op de World Matchplay
- 2006: Laatste 32 (verloren van John Part met 2-10)
- 2007: Laatste 32 (verloren van Phil Taylor met 2-10)
- 2010: Laatste 32 (verloren van Alan Tabern met 10-12)
- 2011: Kwartfinale (verloren van Phil Taylor met 5-16)
- 2012: Laatste 16 (verloren van Justin Pipe met 10-13)
- 2013: Laatste 32 (verloren van Jamie Caven met 8-10)
- 2014: Kwartfinale (verloren van Phil Taylor met 6-16)